# 24-Stunden-Rennen von Le Mans 1967

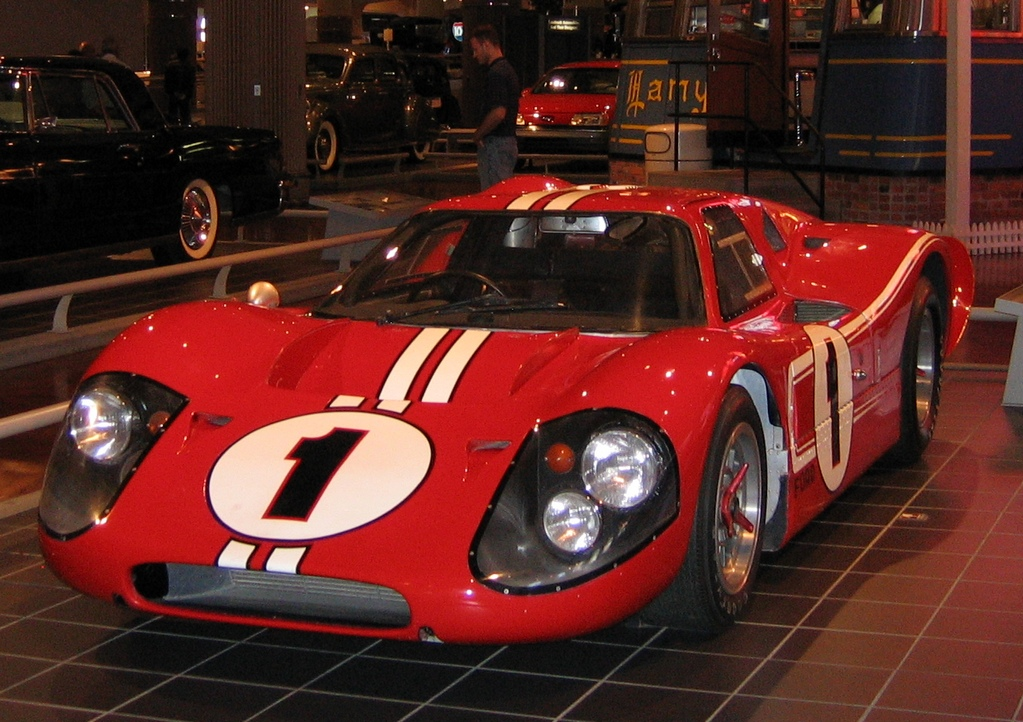
Die J-Version des Ford GT40, der MK IV mit der Startnummer 1, Siegerwagen von Dan Gurney und A.J. Foyt

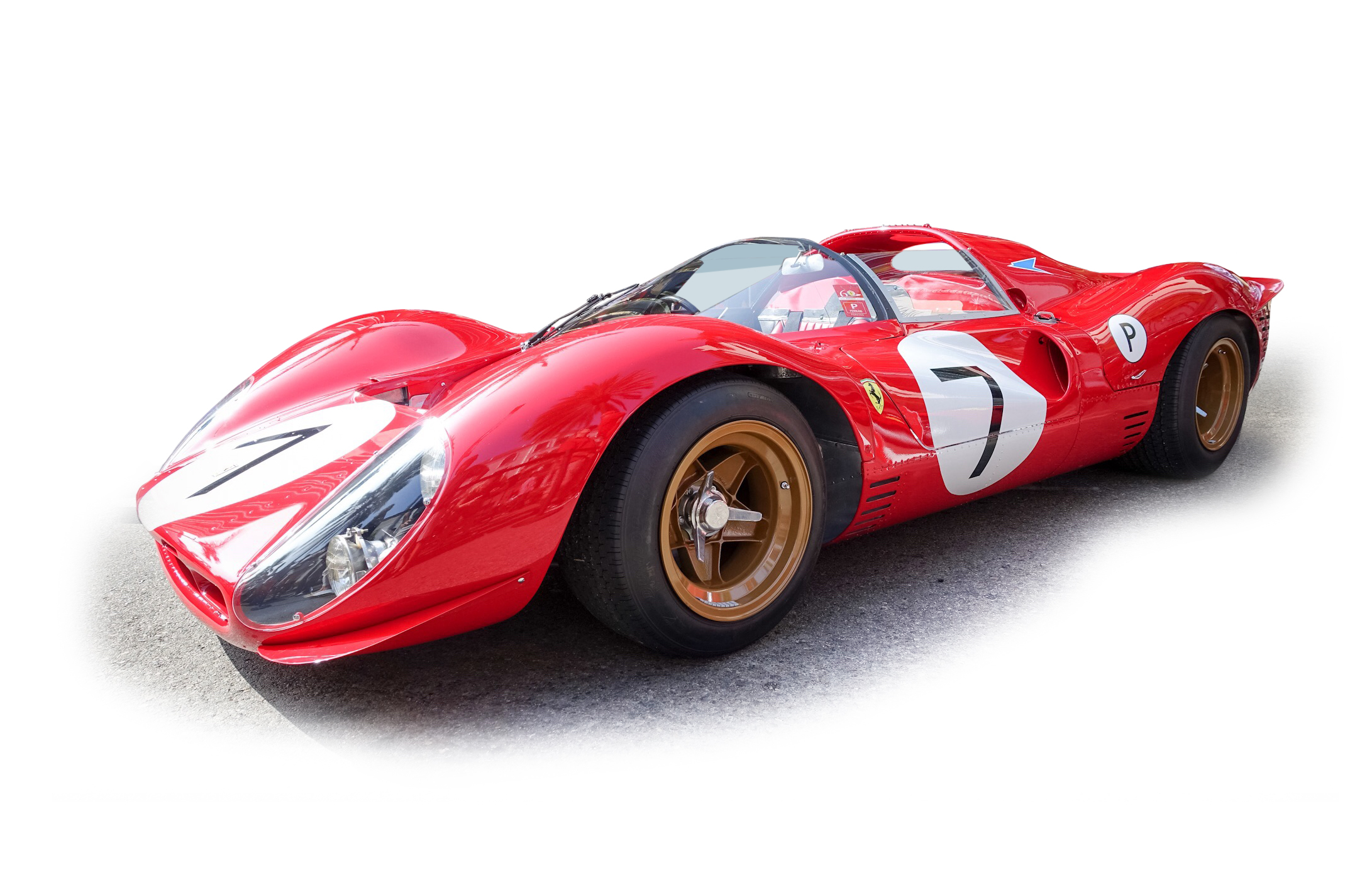
Ferrari 330P4 mit der Fahrgestellnummer 0856. In Le Mans fuhren Willy Mairesse und Jean Blaton diesen Wagen an die dritte Stelle der Gesamtwertung

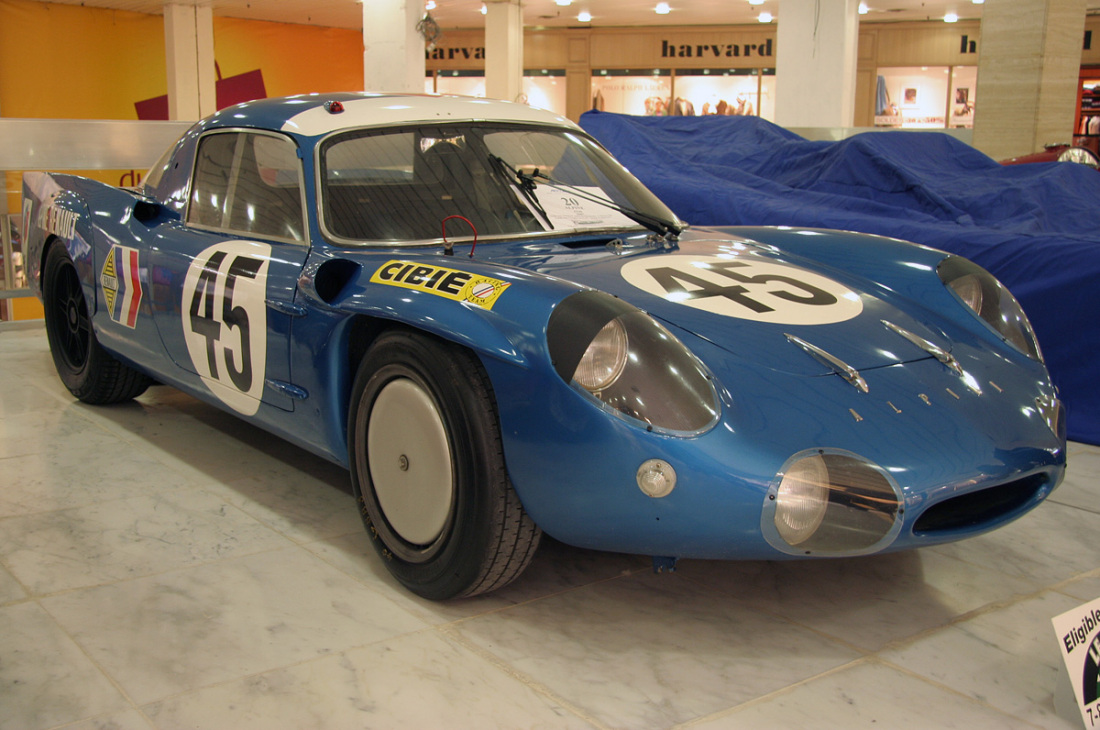
Der Alpine A210 mit der Startnummer 45, gefahren von Jean Vinatier und Mauro Bianchi. Die beiden Piloten erreichten mit dem 1,5-Liter-Rennwagen den 13. Rang in der Gesamtwertung

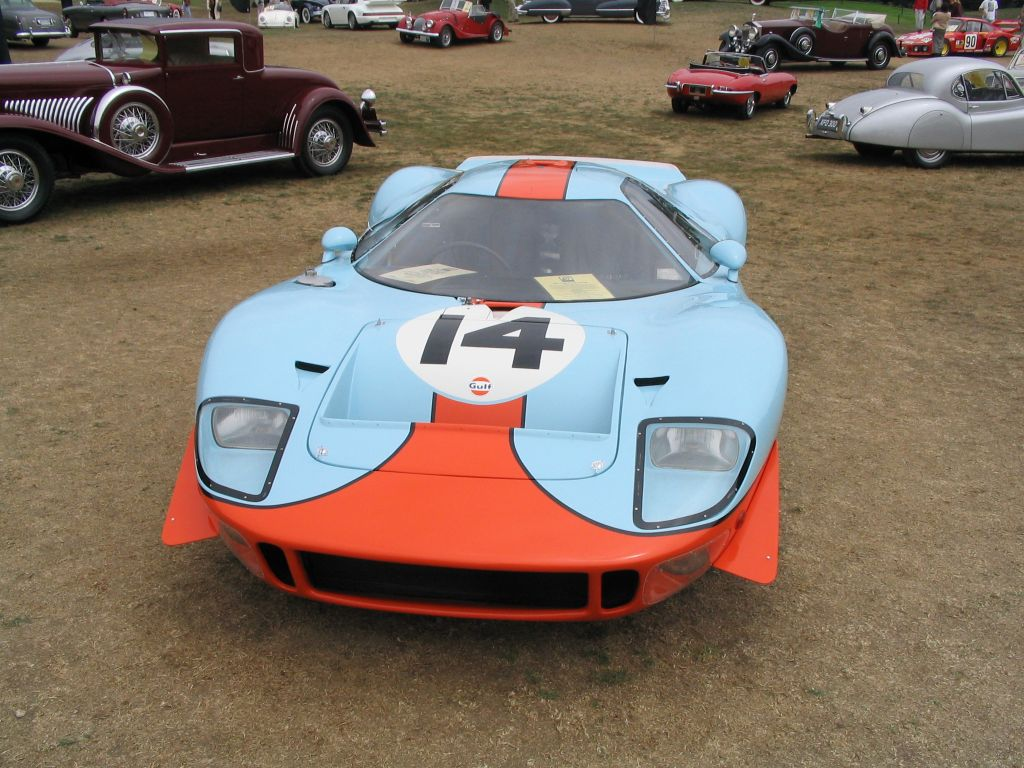
Der Mirage M1 mit der Startnummer 14, gefahren von Dick Thompson und David Piper. Ausfall nach 59 Runden durch Ventilschaden

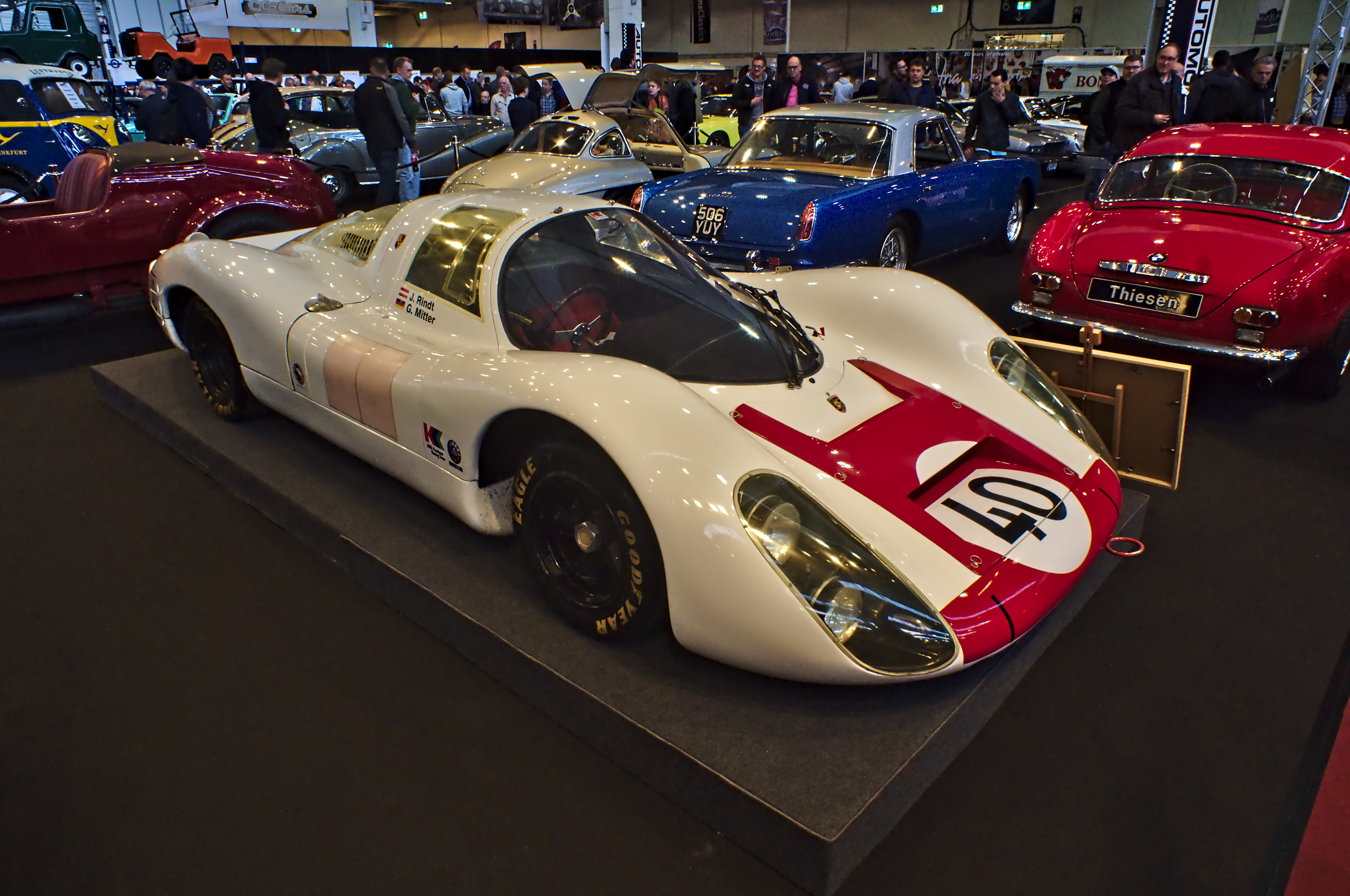
Der Porsche 907 Langheck von Jochen Rindt und Gerhard Mitter musste nach einem Schaden an der Nockenwelle abgestéllt werden

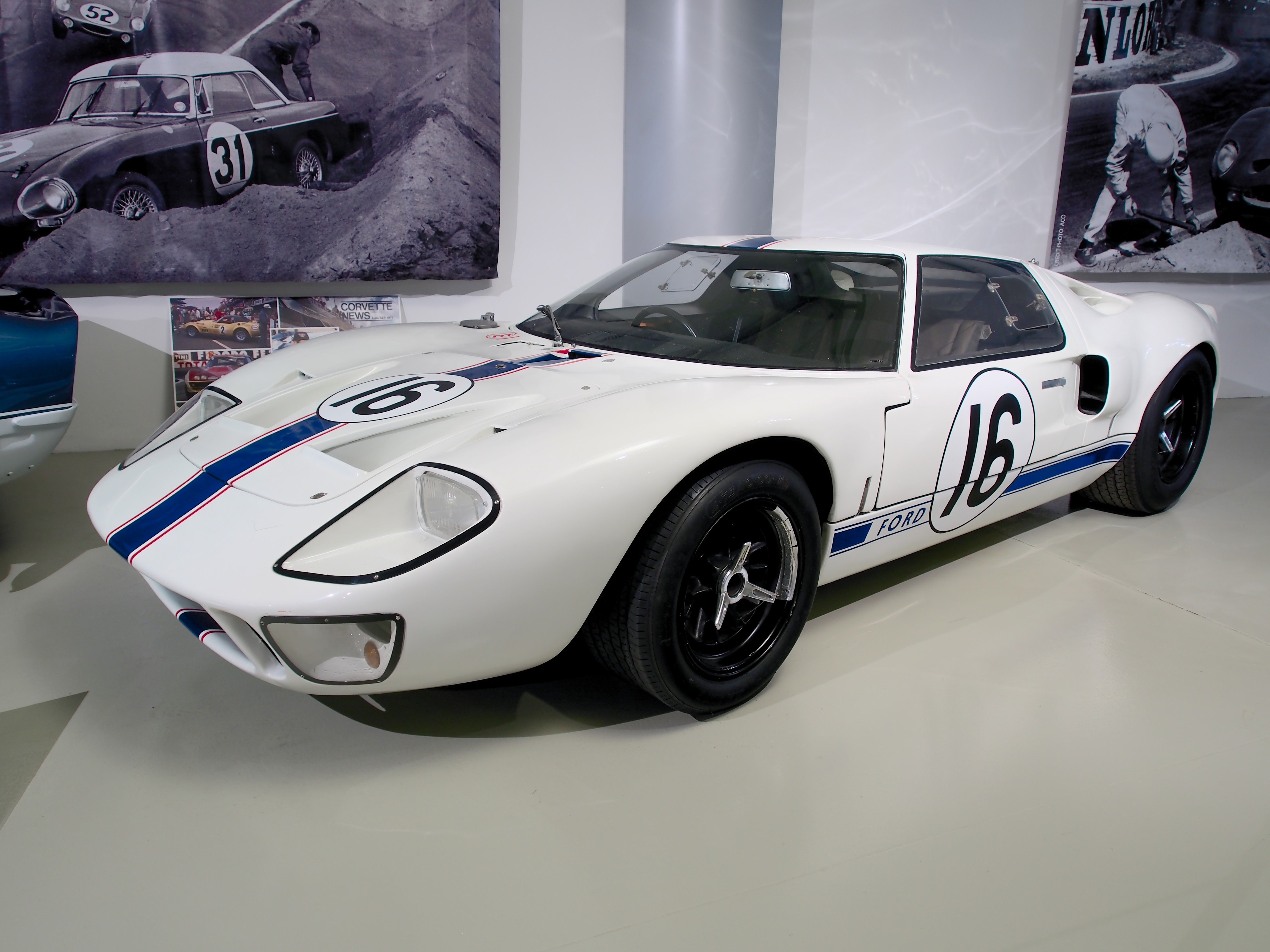
Vorzeitiges Rennende für den Ford-France-GT40 von Pierre Dumay und Henri Greder wegen eines defekten Zylinders

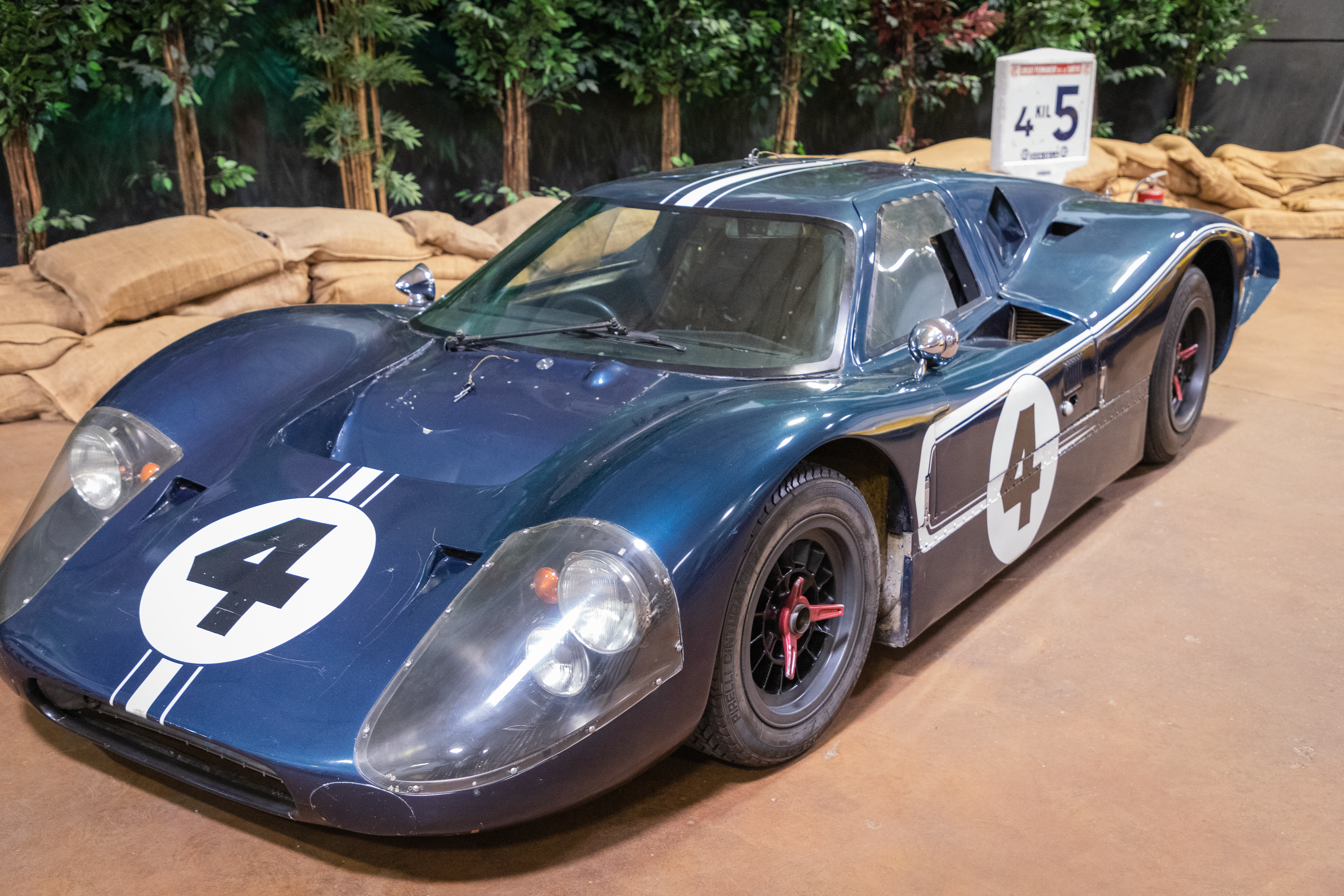
Ausfall nach Unfall. MK IV von Denis Hulme und Lloyd Ruby

Das 35. 24-Stunden-Rennen von Le Mans, der 35e Grand Prix d’Endurance les 24 Heures du Mans, auch 24 Heures du Mans, Circuit de la Sarthe, Le Mans, fand vom 10. bis 11. Juni 1967 auf dem Circuit des 24 Heures statt.

## Vor dem Rennen
Für die Sportwagensaison 1967 hatten sowohl Ford als auch Ferrari neue Prototypen entwickelt, die auch in Le Mans an den Start gebracht wurden.

### Ford
Der neue Ford war der Mk.IV, eine konsequente Weiterentwicklung des Ford GT40. Die Chassis-Basis lieferte weiterhin der GT40, eine neue Aluminium-Karosserie sorgte für mehr Abtrieb und eine höhere Endgeschwindigkeit. Intern erhielt das Projekt die Chassisbezeichnung „J“. Der Wagen wurde ausgiebig getestet. Bei einer dieser Testfahrten kam jedoch der langjährige Ford-Werksfahrer Ken Miles bei einem schweren Unfall ums Leben.
Vier der neuen Rennwagen brachte Ford nach Le Mans. Bei Shelby American, dem Team des Le-Mans-Siegers von 1959, Carroll Shelby, bildeten Dan Gurney und A.J. Foyt, der sein Le-Mans-Debüt gab und wenige Wochen davor zum dritten Mal das 500-Meilen von Indianapolis gewonnen hatte, ein Fahrerduo. Das zweite Fahrerteam bildeten der Vorjahressieger Bruce McLaren und Mark Donohue. Die beiden Holman & Moody-Mk.IV wurden von Mario Andretti und Lucien Bianchi sowie Lloyd Ruby und Denis Hulme gesteuert.
Beide Teams vertrauten aber auch auf die herkömmliche Mk.IIB-Version (GT40) und setzten eines bzw. zwei dieser Fahrzeuge ein. Die Holman & Moody-Wagen fuhren Roger McCluskey und Frank Gardner und das französische Duo Jo Schlesser und Guy Ligier. Gemeldet wurde dieser Wagen aber von Ford France. Im Shelby-Mk.IIB saßen Ronnie Bucknum und Paul Hawkins.
Schon zu Beginn des Jahres hatten die Verantwortlichen von Ford einen Vertrag mit dem Team von John Wyer und John Willment abgeschlossen und damit deren J.W. Automotive zum dritten Werksteam gemacht. Wyer hatte dabei die Aufgabe übernommen, den GT40 weiterzuentwickeln, hatte sich aber auch Sonderrechte ausgehandelt. So durfte er die beiden Leichtgewicht-GT40, die in der Fabrik in England gebaut wurden, unter der Bezeichnung Mirage M1 an den Start bringen. Dazu kam ein GT40, gefahren von Brian Redman und Mike Salmon.
Abgerundet wurde das Dutzend an Ford-Rennwagen durch zwei weitere GT40. Einer gehörte der Scuderia Filipinetti und wurde von Umberto Maglioli und Mario Casoni gefahren. Der zwölfte Wagen – gemeldet von Ford France – war in den Händen von Henri Greder und Pierre Dumay.
Mit einer Luftbrücke brachte Ford 53 Tonnen Material nach Le Mans, darunter drei Reservemotoren pro Team. Alle Ford-Mannschaften wurden mit großem Aufwand logistisch unterstützt. 270 Mitarbeiter wurden abgestellt, um den Gesamtsieg sicherzustellen.

### Ferrari
Größter Gegner von Ford waren die Ferrari-Teams. Die Werksmannschaft wollte sich für die Niederlage aus dem Vorjahr revanchieren, daher wurde in Maranello der Ferrari 330P4 entwickelt. Zum Unterschied zu den 7-Liter-Motoren von Ford, vertraute Ferrari auf einen 4-Liter-V12-Motor. Nach dem Dreifachsieg beim 24-Stunden-Rennen von Daytona war Le Mans der Höhepunkt der Saison. Im Training stellte sich jedoch bald heraus, dass die Ferrari bei der Höchstgeschwindigkeit den Ford-Prototypen klar unterlegen waren. Der schnellste Ford wurde auf der Les Hunaudières mit 340 km/h gestoppt und war damit um 30 km/h schneller als der beste Ferrari.
Die drei Werkswagen wurden von Ludovico Scarfiotti, Chris Amon, Nino Vaccarella, Mike Parkes, Günter Klass und Peter Sutcliffe gefahren. In einem der beiden North-American-Racing-Team-Ferrari saß Pedro Rodríguez, allerdings setzte das amerikanische Team auch einen alten P2 ein. Den Equipe-Nationale-Belge-P4 mit gelbem Mittelstreifen fuhren Willy Mairesse und Jean Blaton.
Wie wenig man in den 1960er Jahren von großer Geheimniskrämerei hielt, kann man dem Umstand entnehmen, dass die Scuderia Filipinetti neben ihrem Werks-Ford auch einen Ferrari P4 einsetzte, der von Jean Guichet und Herbert Müller pilotiert wurde.

### Chaparral, Porsche, Alpine und Matra
Im Training überraschten die neuen Chaparral-Rennwagen mit Topzeiten. Phil Hill und Mike Spence erzielten die zweite Zeit im Training. Ob der 2F mit seinem mächtigen Heckflügel die lange Distanz aber durchhalten würde, wurde eher bezweifelt.
Porsche brachte drei Typen an die Sarthe. Die Porsche 906, 907 und 910 hatten alle den 2-Liter-6-Zylinder-Flachmotor und die Porsche-Verantwortlichen wussten, dass man gegen die großen Prototypen keine Chance in der Gesamtwertung hatte. So konzentrierte man sich auf die P 2.0-Klasse, um dort den Klassensieg einzufahren.
Alpine brachte sieben A210 nach Le Mans und Matra setzte zwei MS630 ein, die von einem B.R.M.-V8-Motor angetrieben wurden.

## Das Rennen
Als am Samstag um 16 Uhr die Startflagge zum Le-Mans-Start fiel, ging Ronnie Bucknum vor Frank Gardner in Führung. Schon in der zweiten Runde kam Denis Hulme mit einem defekten Gaspedal in die Ford-Box und verlor zwei Runden. Schlimmer erwischte es in der Anfangsphase die beiden neuen Lola T70 mit Aston-Martin-Motor, die bald mit technischen Defekten ausfielen. Nach knapp 1 ½ Stunden Renndauer verlor Ford den ersten Wagen. Der GT40 von Mike Salmon stand in der Mulsanne plötzlich in Flammen, weil Benzin ausgelaufen war. Das Feuer konnte zwar rasch gelöscht werden, aber der Wagen war so schwer verbrannt, dass an eine Weiterfahrt nicht zu denken war.
Nach zwei Stunden führte nach wie vor Ronnie Bucknum vor vier weiteren Ford-Wagen. Nur der Chaparral von Hill und Spence konnte das Tempo der schnellsten Ford mitfahren. Dies blieb auch so, als nach 2 ½ Stunden Dan Gurney in Führung ging. Solange der Chaparral lief, machte er Druck auf die Ford-Rennwagen. Vorneweg bestimmten jedoch Dan Gurney und A.J. Foyt das Tempo und fuhren beständig Rekordrunden. Die Ferrari-Boliden konnten in das Geschehen an der Spitze nicht eingreifen: Mike Parkes hatte im schnellsten P4 in den frühen Nachtstunden bereits vier Runden Rückstand auf den führenden Mk.IV.

### Ford-Desaster um 3 Uhr 30
Als Lucien Bianchi um 03:25 Uhr in der Nacht an die Box kam, macht sich Mario Andretti bereit, um den an der dritten Stelle in der Gesamtwertung liegenden Mk. IV zu übernehmen. Andretti musste einige Minuten warten, ehe er losfahren konnte, da am Wagen neben dem Tankvorgang die Bremsklötze gewechselt wurden.
Andretti ging wieder auf die Strecke und fuhr durch den ersten Dunlop-Bogen Richtung Esses. Beim Anbremsen der Linkskurve brach der Wagen plötzlich aus. Andretti hatte offensichtlich vergessen, die neuen Beläge kurz einzubremsen und bei 250 km/h blockierten die Räder. Der Ford prallte rechts in die Leitplanke und schlitterte danach quer über die Fahrbahn, bevor er zum Stillstand kam. Knapp hinter Andretti fuhren Henri Greder und ein Porsche 911, die dem kreiselnden Ford gerade noch ausweichen konnten. Nächster an der Unfallstelle war Roger McCluskey. McCluskey wusste nicht, dass Andretti bereits aus dem Wagen ausgestiegen war und hinter der Leitschiene wenig später kurz kollabierte. In der Annahme, sein Teamkollege sitze noch im Auto und im Versuch eine Kollision zu vermeiden, steuerte er den Mk. IV in die linke Leitschiene und beschädigte den Wagen dabei nachhaltig. Als nächster erschien Jo Schlesser im Ford-France-Mk. II an der Unfallstelle und hatte keine Chance, den Wracks auszuweichen. Auf einen Schlag waren drei Holman-Moody-Werkswagen ausgefallen.

### Weiterer Rennverlauf
Als sonntags um 09:40 Uhr Ronnie Bucknum einen Motorschaden hatte, lag der Parkes/Scarfiotti-Ferrari plötzlich an der zweiten Stelle der Gesamtwertung. Da waren die Chaparral mit Defekten am automatischen Getriebe längst ausgefallen. Gegen Mittag verlor Bruce McLaren auf der Geraden die Motorabdeckung des Mk. IV. Er ließ das Teil von Streckenposten holen und fixierte die Klappe mit mitgeführtem Klebeband wieder am Auto. In der Box wurde die Klappe getauscht und der Wagen wieder ins Rennen geschickt.
Am Ende hatte der Gurney/Foyt-Wagen keine Gegner mehr, und die beiden Amerikaner fuhren die letzten beiden Rennstunden eher beschaulich. Dennoch fixierten sie mit 5232,900 km einen neuen Distanzrekord. Das ist bis heute die viertbeste Kilometerleistung in Le Mans. Hätte das Duo in der letzten Phase des Rennens nicht „gebummelt“, würden die beiden Amerikaner wahrscheinlich bis heute den Distanzrekord halten.
Mit vier Runden Rückstand kamen Mike Parkes und Ludovico Scarfiotti als Zweite ins Ziel. Der an dritter Stelle liegende Equipe-Nationale-Belge-Ferrari hatte bereits elf Runden auf den Sieger eingebüßt. Mit dem fünften Gesamtrang auf ihrem Porsche 907 schafften Joseph Siffert und Hans Herrmann die beste Platzierung für einen 2-Liter-Wagen in Le Mans.

## Champagnerdusche und der Stopp auf der Strecke
Dan Gurney führte bei der Siegerehrung ein heute längst alltägliches Prozedere bei Motorsport-Siegerehrungen ein: Er war der erste Rennfahrer, der auf dem Podium Champagner verspritzte.
Gegen 02:30 Uhr versuchte Mike Parkes den vor ihm fahrenden Dan Gurney durch ständiges Betätigen der Lichthupe zu provozieren. Gurney ließ sich darauf nicht ein und nach mehreren Runden hielt er nach der Arnage-Kurve auf der Wiese am Streckenrand an. Parkes blieb hinter Gurney stehen und die beiden Piloten „belauerten“ sich einige Momente in den Wagen, ehe Parkes weiterfuhr und Gurney das Rennen unbehelligt fortsetzen konnte. Der Ferrari lag zu diesem Zeitpunkt bereits drei Runden hinter dem Ford, und Gurney hatte keinen Grund gehabt, sich auf eine Provokation einzulassen.

## Ergebnisse

### Piloten nach Nationen
| 34 Franzosen   | 20 Briten      | 17 US-Amerikaner | 9 Deutsche   | 8 Belgier   |
| 6 Italiener    | 5 Schweizer    | 3 Neuseeländer   | 2 Australier | 1 Mexikaner |
| 1 Niederländer | 1 Österreicher | 1 Südafrikaner   |              |             |

### Schlussklassement
| Pos.               | Klasse   | Nr. | Team                             | Fahrer                                   | Chassis                      | Motor                    | Reifen | Runden |
| ------------------ | -------- | --- | -------------------------------- | ---------------------------------------- | ---------------------------- | ------------------------ | ------ | ------ |
| 1                  | P + 5.0  | 1   | Shelby-American Inc.             | Dan Gurney A. J. Foyt                    | Ford GT40 Mk.IV              | Ford 7.0L V8             | G      | 388    |
| 2                  | P 5.0    | 21  | SpA Ferrari SEFAC                | Ludovico Scarfiotti Mike Parkes          | Ferrari 330P4                | Ferrari 4.0L V12         | F      | 384    |
| 3                  | P 5.0    | 24  | Equipe Nationale Belge           | Willy Mairesse Jean Blaton               | Ferrari 330P4                | Ferrari 4.0L V12         | F      | 377    |
| 4                  | P 5.0    | 2   | Shelby-American Inc.             | Bruce McLaren Mark Donohue               | Ford GT40 Mk.IV              | Ford 7.0L V8             | G      | 359    |
| 5                  | P 2.0    | 41  | Porsche System Engineering       | Joseph Siffert Hans Herrmann             | Porsche 907/6L               | Porsche 2.0L Flat-6      |        | 358    |
| 6                  | P 2.0    | 38  | Porsche System Engineering       | Rolf Stommelen Jochen Neerpasch          | Porsche 910/6K               | Porsche 2.0L Flat-6      |        | 351    |
| 7                  | S 2.0    | 37  | Porsche System Engineering       | Vic Elford Ben Pon                       | Porsche 906K Carrera 6       | Porsche 2.0L Flat-6      |        | 327    |
| 8                  | S 2.0    | 66  | Christian Poirot                 | Christian Poirot Gerhard Koch            | Porsche 906 Carrera 6        | Porsche 2.0L Flat-6      |        | 321    |
| 9                  | P 1.3    | 46  | Société des Automobiles Alpine   | Henri Grandsire José Rosinski            | Alpine A210                  | Renault-Gordini 1.3L I4  | M      | 321    |
| 10                 | P 1.3    | 49  | Ecurie Savin-Calberson           | André de Cortanze Alain LeGuellec        | Alpine A210                  | Renault-Gordini 1.3L I4  | M      | 318    |
| 11                 | GT 5.0   | 28  | Scuderia Filipinetti             | Dieter Spoerry Rico Steinemann           | Ferrari 275 GTB/C            | Ferrari 3.3L V12         |        | 317    |
| 12                 | P 1.3    | 48  | Ecurie Savin-Calberson           | Roger Delageneste Jacques Cheinisse      | Alpine A210                  | Renault-Gordini 1.3L I4  | M      | 311    |
| 13                 | P 1.6    | 45  | Société des Automobiles Alpine   | Mauro Bianchi Jean Vinatier              | Alpine A210                  | Renault-Gordini 1.5L I4  | M      | 311    |
| 14                 | GT 2.0   | 42  | Auguste Veuillet                 | Robert Buchet Herbert Linge              | Porsche 911S                 | Porsche 2.0L Flat-6      |        | 308    |
| 15                 | P 1.3    | 51  | Donald Healey Motor Company      | Clive Baker Andrew Hedges                | Austin-Healey Sprite Le Mans | BMC 1.3L I4              |        | 289    |
| 16                 | P 1.3    | 64  | Ecurie du Maine                  | Marcel Martin Jean Mésange               | Abarth 1300                  | Fiat 1.3L I4             |        | 262    |
| Ausgefallen        |          |     |                                  |                                          |                              |                          |        |        |
| 17                 | P 5.0    | 19  | SpA Ferrari SEFAC                | Günter Klass Peter Sutcliffe             | Ferrari 330P4                | Ferrari 4.0L V12         | G      | 296    |
| 18                 | P + 5.0  | 57  | Shelby-American Inc.             | Ronnie Bucknum Paul Hawkins              | Ford GT40 Mk.IIB             | Ford 7.0L V8             | G      | 271    |
| 19                 | P + 5.0  | 7   | Chaparral Cars Inc.              | Phil Hill Mike Spence                    | Chaparral 2F                 | Chevrolet 7.0L V8        | F      | 225    |
| 20                 | P 1.3    | 47  | Société des Automobiles Alpine   | Jean-Claude Andruet Robert Bouharde      | Alpine A210                  | Renault-Gordini 1.3L I4  | M      | 219    |
| 21                 | P 5.0    | 23  | Maranello Concessionaires        | Richard Attwood Piers Courage            | Ferrari 412P                 | Ferrari 4.0L V12         |        | 208    |
| 22                 | P 1.15   | 56  | Ecurie Savin-Calberson           | Gérard Larrousse Patrick Depailler       | Alpine A210                  | Renault-Gordini 1.0L I4  | M      | 204    |
| 23                 | P 1.15   | 55  | North American Racing Team       | Jean-Luc Thérier Francois Chevalier      | Alpine M64                   | Renault-Gordini 1.0L I4  |        | 201    |
| 24                 | P + 5.0  | 3   | Holman & Moody                   | Mario Andretti Lucien Bianchi            | Ford GT40 Mk.IV              | Ford 7.0L V8             | F      | 188    |
| 25                 | P + 5.0  | 6   | Ford France S.A.                 | Jo Schlesser Guy Ligier                  | Ford GT40 Mk.IIB             | Ford 7.0L V8             | G      | 183    |
| 26                 | S 5.0    | 16  | Ford France S.A.                 | Pierre Dumay Henri Greder                | Ford GT40 Mk.I               | Ford 4.7L V8             |        | 179    |
| 27                 | P + 5.0  | 5   | Holman & Moody                   | Roger McCluskey Frank Gardner            | Ford GT40 Mk.IIB             | Ford 7.0L V8             | F      | 179    |
| 28                 | GT + 5.0 | 9   | Dana Chevrolet Inc.              | Bob Bondurant Dick Guldstrand            | Chevrolet Corvette           | Chevrolet 7.0L V8        |        | 167    |
| 29                 | P 2.0    | 29  | Equipe Matra Sports              | Jean-Pierre Beltoise Johnny Servoz-Gavin | Matra MS630                  | B.R.M. 2.0L V8           |        | 155    |
| 30                 | P 5.0    | 25  | North American Racing Team       | Pedro Rodríguez Giancarlo Baghetti       | Ferrari 412P                 | Ferrari 4.0L V12         |        | 144    |
| 31                 | GT 2.0   | 67  | Pierre Boutin                    | Pierre Boutin Patrice Sanson             | Porsche 911S                 | Porsche 2.0L Flat-6      |        | 134    |
| 32                 | GT 2.0   | 60  | Philippe Farjon                  | Philippe Farjon André Wicky              | Porsche 911S                 | Porsche 2.0L Flat-6      |        | 126    |
| 33                 | S 5.0    | 18  | Scuderia Filipinetti             | Umberto Maglioli Mario Casoni            | Ford GT40 Mk.I               | Ford 4.7L V8             |        | 116    |
| 34                 | P 5.0    | 20  | SpA Ferrari SEFAC                | Chris Amon Nino Vaccarella               | Ferrari 330P3 Spyder         | Ferrari 4.0L V12         | F      | 105    |
| 35                 | P 2.0    | 40  | Porsche System Engineering       | Gerhard Mitter Jochen Rindt              | Porsche 907/6L               | Porsche 2.0L Flat-6      |        | 103    |
| 36                 | P + 5.0  | 8   | Chaparral Cars Inc.              | Bob Johnson Bruce Jennings               | Chaparral 2F                 | Chevrolet 7.0L V8        | F      | 91     |
| 37                 | P 5.0    | 22  | Scuderia Filipinetti             | Jean Guichet Herbert Müller              | Ferrari 412P                 | Ferrari 4.0L V12         | F      | 88     |
| 38                 | P + 5.0  | 4   | Holman & Moody                   | Denis Hulme Lloyd Ruby                   | Ford GT40 Mk.IV              | Ford 7.0L V8             | F      | 86     |
| 39                 | P 2.0    | 39  | Porsche System Engineering       | Udo Schütz Joe Buzzetta                  | Porsche 910/6L               | Porsche 2.0L Flat-6      |        | 84     |
| 40                 | P 1.15   | 58  | Société des Automobiles Alpine   | Philippe Vidal Leo Cella                 | Alpine A210                  | Renault-Gordini 1.0L I4# | M      | 67     |
| 41                 | P + 5.0  | 14  | John Wyer Automotive Engineering | David Piper Dick Thompson                | Mirage M1                    | Ford 5.7L V8             | F      | 59     |
| 42                 | GT 5.0   | 17  | Claude Dubois                    | Claude Dubois Chris Tuerlinx             | Shelby Mustang GT350         | Ford 4.7L V8             |        | 58     |
| 43                 | P 2.0    | 30  | Equipe Matra Sports              | Jean-Pierre Jaussaud Henri Pescarolo     | Matra MS630                  | B.R.M. 2.0L V8           |        | 55     |
| 44                 | P 1.6    | 44  | Team Elite                       | David Preston John Wagstaff              | Lotus Europa Mk.47           | Cosworth 1.6L I4         |        | 42     |
| 45                 | P 1.15   | 53  | S.E.C. Automobiles CD            | André Guilhaudin Alain Bertaut           | CD SP66C                     | Peugeot 1.1L I4          |        | 35     |
| 46                 | P 5.0    | 26  | North American Racing Team       | Ricardo Rodríguez-Cavazos Chuck Parsons  | Ferrari 365P2                | Ferrari 4.4L V12         | G      | 30     |
| 47                 | P + 5.0  | 15  | John Wyer Automotive Engineering | Jacky Ickx Brian Muir                    | Mirage M1                    | Ford 5.7L V8             |        | 29     |
| 48                 | P 1.15   | 52  | S.E.C. Automobiles CD            | Denis Dayan Claude Ballot-Léna           | CD SP66C                     | Peugeot 1.1L I4          |        | 25     |
| 49                 | P + 5.0  | 12  | Lola Cars Ltd.                   | Peter de Klerk Chris Irwin               | Lola T70 Mk.III              | Aston Martin 5.0L V8     | F      | 25     |
| 50                 | S 5.0    | 62  | John Wyer Automotive Engineering | Mike Salmon Brian Redman                 | Ford GT40 Mk.I               | Ford 4.7L V8             |        | 20     |
| 51                 | P 1.15   | 54  | Roger Nathan Racing Ltd.         | Roger Nathan Mike Beckwith               | Costin Nathan                | Hillman 1.0L I4          |        | 15     |
| 52                 | P 1.3    | 50  | Marcos Racing Ltd.               | Chris Lawrence Jem Marsh                 | Marcos Mini GT               | BMC 1.3L I4              |        | 13     |
| 53                 | P + 5.0  | 11  | Lola Cars Ltd.                   | John Surtees David Hobbs                 | Lola T70 Mk.III              | Aston Martin 5.0L V8     | F      | 3      |
| 54                 | GT 2.0   | 43  | Jacques Dewez                    | Jacques Dewez Anton Fischhaber           | Porsche 911S                 | Porsche 2.0L Flat-6      | D      | 2      |
| Nicht gestartet    |          |     |                                  |                                          |                              |                          |        |        |
| 55                 | P + 5.0  | 10  | Prototipi Bizzarini              | Edgar Berney Giancarlo Naddeo            | Bizzarini GT Strada 5300     | Chevrolet 5.3L V8        |        | 1      |
| Nicht qualifiziert |          |     |                                  |                                          |                              |                          |        |        |
| 56                 | GT 5.0   | 60  | Ecurie Francorchamps             | Taf Gosselin Hughes de Fierlant          | Ferrari 275GTB/C             | Ferrari 3.3L V12         |        | 2      |
| 57                 | P 1.3    | 68  | Jean-Claude Hrubon               | Johnny Rives Jean-Louis Marnat           | Hrubon                       | Renault-Gordini 1.3L L4  |        | 3      |
| Reserve            |          |     |                                  |                                          |                              |                          |        |        |
| 58                 | GT 2.0   | 66  | Christian Poirot                 | Christian Poirot Roland Lefevre          | Porsche 904GTS               | Porsche 2.0L Flat-6      |        | 4      |
| 59                 | GT 2.0   |     | Sylvain Garant                   | Sylvain Garant                           | Porsche 911                  | Porsche 2.0L Flat-6      |        | 5      |
| 60                 | S 5.0    |     | Essex Wire Corp.                 | Peter Revson Skip Scott                  | Ford GT40                    | Ford 7.0L V8             |        | 6      |

1 nicht zugelassen
2 nicht qualifiziert
3 nicht qualifiziert
4 Reserve
5 Reserve
6 Reserve

### Nur in der Meldeliste
Hier finden sich Teams, Fahrer und Fahrzeuge die ursprünglich für das Rennen gemeldet waren, aber aus den unterschiedlichsten Gründen daran nicht teilnahmen.
| Pos. | Klasse | Nr. | Team                             | Fahrer                                                                    | Chassis            | Motor                   | Reifen |
| ---- | ------ | --- | -------------------------------- | ------------------------------------------------------------------------- | ------------------ | ----------------------- | ------ |
| 61   | P 4.0  | 6   |                                  | Andreas von Wernitz Jochen Rindt Gerhard Mitter                           | Porsche 910/6K     | Porsche 2.0L Flat-6     |        |
| 62   | S 5.0  | 15  | Ford France                      |                                                                           | Ford GT40          | Ford 4.7L V8            |        |
| 63   | P 2.0  | 19  | Equipe Matra Sports              | Robby Weber Jean-Pierre Jaussaud                                          | Matra MS620        | Ford 2.0L V8            |        |
| 64   | P 5.0  | 22  | SpA Ferrari SEFAC                | Lorenzo Bandini                                                           | Ferrari 330P4      | Ferrari 4.0L V12        |        |
| 65   | P 5.0  | 26  | North American Racing Team       | Bob Grossman Jean de Mortemart                                            | Ferrari 365P2/P3   | Ferrari 4.0L V12        |        |
| 66   | GT 5.0 | 27  | North American Racing Team       |                                                                           | Ferrari 275GTB/4   | Ferrari 3.3L V12        |        |
| 67   | P 3.0  | 29  | Société des Automobiles Alpine   |                                                                           | Alpine A211        | Renault-Gordini 3.0L V8 |        |
| 68   | P 3.0  | 30  | Société des Automobiles Alpine   |                                                                           | Alpine A211        | Renault-Gordini 3.0L V8 |        |
| 69   | P 2.0  | 31  | Equipe Nationale Belge           | Taf Gosselin                                                              | Ferrari Dino 206SP | Ferrari 2.0L V6         |        |
| 70   | P 2.0  | 31  | Equipe Matra Sports              | Robby Weber Jean-Pierre Jaussaud                                          | Matra MS630        | B.R.M. 2.0L V8          |        |
| 71   | P 2.0  | 32  | North American Racing Team       | Charlie Kolb                                                              | Ferrari 206SP      | Ferrari 2.0L V6         |        |
| 72   | P 2.0  | 33  | SpA Ferrari SEFAC                | Jonathan Williams                                                         | Ferrari 206SP      | Ferrari 2.0L V6         |        |
| 73   | P 2.0  | 33  | Equipe Matra Sports              | Johnny Servoz-Gavin Henri Pescarolo                                       | Matra MS630        | B.R.M. 2.0L V8          |        |
| 74   | P 2.0  | 34  | Autodelta SpA                    | Andrea de Adamich Ignazio Giunti Jean Rolland                             | Alfa Romeo T33     |                         |        |
| 75   | P 2.0  | 35  | Autodelta SpA                    | Andrea de Adamich Roberto Bussinello Jean Guichet Teodoro Zeccoli         | Alfa Romeo T33     |                         |        |
| 76   | P 2.0  | 36  | Autodelta SpA                    | Nanni Galli Teodoro Zeccoli Enrico Pinto                                  | Alfa Romeo T33     |                         |        |
| 77   | P      | 50  | Société des Automobiles Alpine   | Jean-Claude Andruet Jean-François Piot Gérard Larrousse André de Cortanze | Alpine M64         |                         |        |
| 78   | P 1.3  | 50  | North American Racing Team       |                                                                           | ASA 411            |                         |        |
| 79   | P 5.0  | 60  | John Wyer Automotive Engineering |                                                                           | Ford GT40          | Ford 4.7L V8            |        |
| 80   | P 1.3  | 63  | Marcos Racing Ltd.               |                                                                           | Marcos Mini GT     | BMC 1.3L I4             |        |
| 81   | P 3.0  |     | Porsche System Engineering       | Joseph Siffert Hans Herrmann                                              | Porsche 910        | Porsche 2.0L Flat-6     |        |
| 82   | P 3.0  |     | Porsche System Engineering       | Jochen Rindt Gerhard Mitter                                               | Porsche 910        | Porsche 2.0L Flat-6     |        |
| 83   | GT 5.0 |     | Equipe Nationale Belge           | Bouchon                                                                   | Ferrari GTB        |                         |        |
| 84   | P 5.0  |     | Scuderia Filipinetti             | Herbert Müller Peter Sutcliffe                                            | Ford GT40          | Ford 4.7L V8            |        |
| 85   |        |     |                                  |                                                                           | AC Ace             |                         |        |

### Index of Performance
| Pos. | Nr. | Fahrer                              | Chassis                      | Koeffizient | Platzierung im Gesamtklassement |
| ---- | --- | ----------------------------------- | ---------------------------- | ----------- | ------------------------------- |
| 1    | 41  | Joseph Siffert Hans Herrmann        | Porsche 907/6L               | 1.30600     | Rang 5                          |
| 2    | 21  | Ludovico Scarfiotti Mike Parkes     | Ferrari 330P4                | 1.29900     | Rang 2                          |
| 3    | 38  | Rolf Stommelen Jochen Neerpasch     | Porsche 910/6K               | 1.28100     | Rang 6                          |
| 4    | 24  | Willy Mairesse Jean Blaton          | Ferrari 330P4                | 1.27500     | Rang 3                          |
| 5    | 1   | Dan Gurney A. J. Foyt               | Ford GT40 Mk.IV              | 1.27000     | Gesamtsieg                      |
| 6    | 46  | Henri Grandsire José Rosinski       | Alpine A210                  | 1.26900     | Rang 9                          |
| 7    | 49  | André de Cortanze Alain LeGuellec   | Alpine A210                  | 1.25700     | Rang 10                         |
| 8    | 48  | Roger Delageneste Jacques Cheinisse | Alpine A210                  | 1.23200     | Rang 12                         |
| 9    | 45  | Mauro Bianchi Jean Vinatier         | Alpine A210                  | 1.19600     | Rang 13                         |
| 10   | 37  | Vic Elford Ben Pon                  | Porsche 906K Carrera 6       | 1.19300     | Rang 7                          |
| 11   | 2   | Bruce McLaren Mark Donohue          | Ford GT40 Mk.IV              | 1.17600     | Rang 4                          |
| 12   | 66  | Christian Poirot Gerhard Koch       | Porsche 906 Carrera 6        | 1.17100     | Rang 8                          |
| 13   | 51  | Clive Baker Andrew Hedges           | Austin-Healey Sprite Le Mans | 1.14400     | Rang 15                         |
| 14   | 42  | Robert Buchet Herbert Linge         | Porsche 911S                 | 1.12500     | Rang 14                         |
| 15   | 28  | Dieter Spoerry Rico Steinemann      | Ferrari 275 GTB/C            | 1.09800     | Rang 11                         |
| 16   | 64  | Marcel Martin Jean Mésange          | Abarth 1300                  | 1.00000     | Rang 16                         |

### Index of Thermal Efficiency
| Pos. | Nr. | Fahrer                              | Chassis                      | Durchschnittsgeschwindigkeit | Fahrzeuggewicht | Liter/100 km | Koeffizient | Platzierung im Gesamtklassement |
| ---- | --- | ----------------------------------- | ---------------------------- | ---------------------------- | --------------- | ------------ | ----------- | ------------------------------- |
| 1    | 1   | Dan Gurney A. J. Foyt               | Ford GT40 Mk.IV              | 218,038 km/h                 | 1200 kg         | 43,44        | 1.49000     | Gesamtsieg                      |
| 2    | 41  | Joseph Siffert Hans Herrmann        | Porsche 907/6L               | 201,273 km/h                 | 680 kg          | 20,95        | 1.45000     | Rang 5                          |
| 3    | 49  | André de Cortanze Alain LeGuellec   | Alpine A210                  | 178,481 km/h                 | 710 kg          | 15,75        | 1.44000     | Rang 10                         |
| 4    | 48  | Roger Delageneste Jacques Cheinisse | Alpine A210                  | 174,916 km/h                 | 720 kg          | 15,52        | 1.43000     | Rang 12                         |
| 5    | 46  | Henri Grandsire José Rosinski       | Alpine A210                  | 180,166 km/h                 | 690 kg          | 16,00        | 1.42000     | Rang 9                          |
| 6    | 45  | Mauro Bianchi Jean Vinatier         | Alpine A210                  | 174,553 km/h                 | 690 kg          | 16,33        | 1.28000     | Rang 13                         |
| 7    | 21  | Ludovico Scarfiotti Mike Parkes     | Ferrari 330P4                | 215,858 km/h                 | 982 kg          | 40,86        | 1.27000     | Rang 2                          |
| 8    | 24  | Willy Mairesse Jean Blaton          | Ferrari 330P4                | 211,850 km/h                 | 976 kg          | 39,63        | 1.24000     | Rang 3                          |
| 9    | 51  | Clive Baker Andrew Hedges           | Austin-Healey Sprite Le Mans | 162,377 km/h                 | 650 kg          | 14,99        | 1.21000     | Rang 15                         |
| 10   | 2   | Bruce McLaren Mark Donohue          | Ford GT40 Mk.IV              | 201,839 km/h                 | 1200 kg         | 45,75        | 1.13000     | Rang 4                          |

### Klassensieger
| Klasse                      | Fahrer              | Fahrer         | Fahrzeug               | Platzierung im Gesamtklassement |
| --------------------------- | ------------------- | -------------- | ---------------------- | ------------------------------- |
| Index of Performance        | Hans Herrmann       | Joseph Siffert | Porsche 907/6L         | Rang 5                          |
| Index of Thermal Efficiency | Dan Gurney          | A.J. Foyt      | Ford GT40 MK IV        | Gesamtsieg                      |
| Prototyp über 5000 cm³      | Dan Gurney          | A.J. Foyt      | Ford GT40 MK IV        | Gesamtsieg                      |
| Prototyp 4001–5000 cm³      | Ludovico Scarfiotti | Mike Parkes    | Ferrari 330P4          | Rang 2                          |
| Prototyp 1601–2000 cm³      | Hans Herrmann       | Joseph Siffert | Porsche 907/6L         | Rang 5                          |
| Prototyp 1301–1600 cm³      | Jean Vinatier       | Mauro Bianchi  | Alpine A210            | Rang 13                         |
| Prototyp 1151–1300 cm³      | Henri Grandsire     | José Rosinski  | Alpine A210            | Rang 9                          |
| Sportwagen 1601–2000 cm³    | Vic Elford          | Ben Pon        | Porsche 906K Carrera 6 | Rang 7                          |
| Sportwagen 1151–1300 cm³    | Marcel Martin       | Jean Mésange   | Abarth 1300            | Rang 16                         |
| GT-Wagen                    | Rico Steinemann     | Dieter Spoerry | Ferrari 275GTB/C       | Rang 11                         |

### Renndaten
- Gemeldet: 85
- Gestartet: 54
- Gewertet: 15
- Rennklassen: 10
- Zuschauer: 310.000
- Ehrenstarter des Rennens: François Missoffe, französischer Minister für Jugend und Sport
- Wetter am Rennwochenende: wolkig und warm
- Streckenlänge: 13,461 km
- Fahrzeit des Siegerteams: 24:00:00,000 Stunden
- Gesamtrunden des Siegerteams: 388
- Distanz des Siegerteams: 5232,900 km
- Siegerschnitt: 218,038 km/h
- Pole Position: Bruce McLaren – Ford GT40 MK IV (#2) – 3:24,400 = 236,082 km/h
- Schnellste Rennrunde: Denis Hulme – Ford GT40 MK IV (#2) und Mario Andretti – Ford GT40 MK IV (#3) - 3:23,600 = 237,971 km/h
- Rennserie: 7. Lauf zur Sportwagen-Weltmeisterschaft 1967